# 热留关帝庙
热留关帝庙，位于山西省临汾市古县古阳镇热留村，是一处中华人民共和国全国重点文物保护单位，古建筑类，年代为元、明、清。

## 保护
2004年6月10日，授予第四批山西省文物保护单位，编号4-117。2019年10月7日公布为第八批，编号8-0242-3-045。